# Anja Kobs
Anja Kobs (* 21. Dezember 1976 in Fürstenfeldbruck) ist eine deutsche Langstreckenläuferin, Duathletin, Triathletin und mehrfache (Altersklassen-)Siegerin. 2021 gewann sie den Wings for Life World Run in Deutschland (7. Platz weltweit) und wurde Weltmeisterin über die Triathlon-Langdistanz-Strecke (6. Platz der Altersklassenathleten/AK). 2024 wurde sie Gesamtdeutsche Meisterin über die 50km-Ultramarathon-Distanz sowie Deutsche Vizemeisterin im Ultratrail. Unter anderem wurde sie für diese Leistungen zur „Sportlerin des Jahres“ der Deutschen Ultramarathon-Vereinigung e.V. ausgezeichnet. 

## Werdegang
Anja Kobs war in ihrer Kinder- und Jugendzeit Handballerin und verfolgte nach ihrer Ausbildung zur Versicherungskauffrau erstmal eine berufliche Karriere. Sie absolvierte nebenberuflich die Studiengänge zur Versicherungsfach- und dann Betriebswirtin und verbrachte über 8 Jahre im Ausland (London, Zürich, Chicago), wo sie 2006 auch den Abschluss zur Wirtschaftsprüferin (Chartered Certified Accountants) machte. Bis 2025 war sie als Personalreferentin tätig.

### Multisport seit 2012
Mit der Rückkehr nach Deutschland kehrte sie der Finanzdienstleistungsbranche allmählich den Rücken und begann eine internationale, semi-professionelle Sportlaufbahn. Seither hat sie 149 Rennen bestritten, landete 128 mal auf dem AK-Podium, feierte 94 AK-Siege und davon 47 Gesamtsiege. Dagegen steht nur ein DNF (Did Not Finish). 2016/17 bewältigte sie gesundheitliche Probleme. Es wurde eine Stoffwechselerkrankung diagnostiziert (Renal tubuläre Azidose), welche eine lebenslange Medikamenteneinnahme mit sich bringt. Seit 2019 durchläuft die Vielstarterin einen sportlichen Höhenflug und ist seit der „Corona-Krise“ durch abwechslungsreiche Wettkämpfe bekannt.

### Triathlon/Duathlon Langdistanz seit 2016
Ihre erste Triathlon-Langdistanz absolvierte sie 2016 beim Ironman Switzerland und wurde auf Anhieb 4. ihrer AK. Nach dem DNF bei der Europameisterschaft (World Triathlon) 2018 in Madrid wurde sie 2021 Weltmeisterin (6. Platz der AK-Athleten). 2022 wurde sie Vize-Europameisterin beim Ironman Frankfurt (15. Platz Gesamt). 2017 wurde sie Vize-Weltmeisterin über die Duathlon-Langstrecke beim Powerman Zofingen. 2022 startete sie dort in der Elite und belegte den 4. Platz. 2023 gelang ihr mit dem Sieg über die Triathlon-Langdistanz in Podersdorf (Österreich) und nur eine Woche später mit der Qualifizierung für das Weltfinale der Golden Trail Serie ein Multisport-Coup.

### Trail- und Ultralaufen seit 2019
Im Herbst 2019 hatte sie ihre Premiere in der Trail-/Ultralaufdisziplin und wurde beim 3-Zinnen-Alpin-Run 11. 2020 gewann sie den Gebirgsmarathon in Immenstadt. 2022 wurde sie Bayerische Vizemeisterin im Traillauf (Maintal Ultralauf) und belegte den 3. Platz bei den Bayerischen Meisterschaft im Berglauf (Tegelberg). Darüber hinaus gewann sie den Hörnerlauf beim Allgäu-Panorama-Marathon, den Hörnle-Berglauf in Bad Kohlgrub sowie ihre Ultralauf-Premiere beim Nassfeld-Skyrace über 53 km und 4.500 Höhenmeter.
Bei den Berg- und Traillauf-Weltmeisterschaften 2023 erreichte sie im Trail Short als zweitbeste Deutsche Platz 22.

### Benefizaktionen
Zugunsten der Hospizbewegung organisiert und absolviert Anja Kobs zahlreiche Benefizaktionen. So fuhr sie 2020 die Deutsche Alpenstraße alleine mit dem Rad in 3 Etappen (428 km/5.700 Höhenmeter). 2021 lief sie 50 km durch ihren Landkreis Fürstenfeldbruck und 2022 fuhr sie Non-Stopp von ihrem Heimatort Alling nach Freiburg (337 km/2.400 Höhenmeter).
Sie ist seit 2017 auch selbst als Hospizbegleiterin aktiv.

## Sportliche Erfolge (Auszug)
| Datum      | Rang | Rang AK | Wettbewerb                              | Austragungsort   | Zeit      | Bemerkung                                                                               |
| ---------- | ---- | ------- | --------------------------------------- | ---------------- | --------- | --------------------------------------------------------------------------------------- |
| 28.10.2012 | 148  | 31      | Marathon                                | Frankfurt        | 03:24:00h | Marathon Debüt                                                                          |
| 06.05.2012 | 20   | 4       | Halbmarathon                            | München          | 01:41:13h | Halbmarathon Debüt                                                                      |
| 09.06.2013 | 2    | 1       | Triathlon Sprint                        | Bad Tölz         | 01:26:18h |                                                                                         |
| 04.08.2013 | 9    | 3       | Triathlon Mitteldistanz                 | Erlangen         | 04:43:57h | Debüt                                                                                   |
| 01.09.2013 | 28   | 2       | Challenge Walchsee                      | Walchsee         | 05:23:26h | Challenge Walchsee Internationaler Wettkampf                                            |
| 28.09.2013 | 1    | 1       | Coast2Coast                             | Fuerteventura    | 01:32h    |                                                                                         |
| 06.10.2013 | 2    | 1       | Halbmarathon Jedermannlauf              | Salzburg         | 01:33:54h |                                                                                         |
| 27.04.2014 | 6    | 1       | Rheintal Duathlon                       | Rheintal         | 59:34 min |                                                                                         |
| 19.07.2014 | 10   | 3       | Trumer Triathlon                        | Obertrum         | 02:43:40h | Österreichische Meisterschaft Kurzdistanz                                               |
| 06.12.2014 | 22   | 1       | Challenge Bahrain                       | Bahrain          | 04:52h    |                                                                                         |
| 07.06.2015 | 1    | 1       | Stadtlauf Augsburg                      | Augsburg         | 42:33 min | 10,5 km                                                                                 |
| 14.06.2015 | 12   | 1       | Triathlon Ingolstadt Sprint             | Ingolstadt       | 01:07:51h | Deutsche Meisterin AK                                                                   |
| 10.07.2015 | 21   | 5       | Triathlon Genf Sprint                   | Genf             | 01:16h    | Europameisterschaft                                                                     |
| 11.07.2015 | 27   | 5       | Triathlon Genf Kurzdistanz              | Genf             | 02:19h    | Europameisterschaft                                                                     |
| 04.10.2015 | 3    | 1       | 3-Länder-Marathon                       | Bodensee         | 03:14h    |                                                                                         |
| 19.06.2016 | 20   | 3       | Challenge Heilbronn                     | Heilbronn        | 05:03:11h | Deutsche Meisterschaft Mitteldistanz                                                    |
| 24.07.2016 | 33   | 4       | Ironman Switzerland                     | Zürich           | 11:02h    | Ironman Debüt                                                                           |
| 26.03.2017 | 2    | 2       | Halbmarathon                            | Deggendorf       | 01:29:46h | Niederbayrische Meisterschaft                                                           |
| 03.09.2017 | 19   | 2       | Powerman Zofingen                       | Zofingen         | 08:49h    | Vize-Weltmeisterin AK                                                                   |
| 29.04.2018 | 7    | 1       | Powerman Alsdorf Kurzdistanz            | Alsdorf          | 02:07h    | Deutsche Meisterin AK                                                                   |
| 17.06.2018 | 3    | 1       | Triathlon Lauingen                      | Lauingen         | 04:19h    | Bayerische Meisterschaft                                                                |
| 15.07.2018 | 1    | 1       | Alpseelauf Immenstadt                   | Immenstadt       | 02:15h    |                                                                                         |
| 28.07.2019 | 3    | 1       | Wörthsee Triathlon Kurzdistanz          | Wörthsee         | 02:27:38  |                                                                                         |
| 14.09.2019 | 11   | 1       | 3 Zinnen Alpin Run                      | Sexten           | 01:56:56  | Erster Alpin-run                                                                        |
| 27.10.2019 | 77   | 14      | Frankfurt Marathon                      | Frankfurt        | 03:00:06  |                                                                                         |
| 15.08.2020 | 1    | 1       | Gebirgsmarathon                         | Immenstadt       | 04:58h    | 31 km/3.000HM – Streckenrekord                                                          |
| 23.08.2020 | 3    | 2       | Skyrace                                 | Saalbach         | 03:37h    | 21k/2.600HM – verlaufen                                                                 |
| 05.09.2020 | 8    | 1       | Austria Triathlon Mitteldistanz         | Podersdorf       | 04:41h    |                                                                                         |
| 19.09.2020 | 1    | 1       | Spreewald Duathlon Mitteldistanz        | Briesensee       | 03:45h    | Streckenrekord                                                                          |
| 08.11.2020 | 1    | 1       | Marathon Dresden                        | Dresden          | 02:59:52h | Elite Einladungsrennen                                                                  |
| 09.05.2021 | 3    | 1       | Wings4Life World Run                    | München          | 03:08:54h | Deutschlandsiegerin / 7. Platz Weltweit                                                 |
| 27.06.2021 | 27   | 2       | Challenge Walchsee                      | Walchsee         | 04:43:17h | Vize-Europameisterin                                                                    |
| 24.07.2021 | 2    | 1       | Speedtrail Schlegeis Skyrace            | Schlegeis        | 02:24:35h |                                                                                         |
| 15.08.2021 | 7    | 1       | Ironman 70.3 Graz                       | Graz             | 04:40:09h | WM-Qualifikation                                                                        |
| 12.09.2021 | 6    | 1       | Challenge Almere Langdistanz            | Almere           | 10:03h    | Weltmeisterin                                                                           |
| 10.10.2021 | 4    | 1       | Tour de Tirol                           | Söll             | 07:26h    | Etappenrennen 75 km/3.500 Höhenmeter                                                    |
| 26.03.2022 | 10   | --      | Bayerische Meisterschaft 10.000 m       | Regensburg       | 37:45 min | neue Bestzeit                                                                           |
| 03.04.2022 | 1    | 1       | Winterlaufserie Ismaning                | Ismaning         |           | Seriensiegerin                                                                          |
| 24.04.2022 | 17   | 1       | Wien-Marathon                           | Wien             | 02:59:02h | neue Bestzeit                                                                           |
| 07.05.2022 | --   | 1       | Dt. Meisterschaft 10.000 m              | Pliezhausen      | 39:58 min | Deutsche Meisterin                                                                      |
| 04.06.2022 | 2    | 1       | Speedtrail Höchkönigmann                | Maria Alm        | 02:06h    | 21k/1.160HM                                                                             |
| 12.06.2022 | 1    | 1       | Triathlon Lauingen                      | Lauingen         | 04:10h    |                                                                                         |
| 26.06.2022 | 15   | 2       | Ironman Frankfurt                       | Frankfurt        | 10:24h    | Vize-Europameisterin                                                                    |
| 16.07.2022 | 2    | 1       | Maintal Ultra Trail 30 km               | Veitshöchheim    | 02:17:57  | Bayerische Vizemeisterin Trail                                                          |
| 07.08.2022 | 3    | 1       | Tegelberglauf                           | Schwangau        | 52:10 min | Bayerische Meisterschaft                                                                |
| 14.08.2022 | 1    | 1       | Hörnerlauf                              | Sonthofen        | 01:45:06  |                                                                                         |
| 04.09.2022 | 4    | --      | Powerman Zofingen Langdistanz           | Zofingen         | 07:41:58  | Elite                                                                                   |
| 24.09.2022 | 1    | 1       | Nassfeld Skyrace                        | Nassfeld         | 09:42h    | Ultrapremiere: 53k/4.500HM                                                              |
| 09.10.2022 | 1    | 1       | Tour de Tirol                           | Söll             | 07:26h    |                                                                                         |
| 05.03.2023 | 2    | 2       | Bayerische Crossmeisterschaften         | Markt Indersdorf | 21.12min  | Bayerische Vizemeisterin Crosslauf                                                      |
| 01.04.2023 | 3    | 1       | Ötzi Trailrun                           | Naturns          | 03.35,23h | DLV Sichtungslauf WM                                                                    |
| 08.06.2023 | 22   | -       | Berg- und Traillauf-Weltmeisterschaften | Innsbruck-Stubai | 05.31,28h |                                                                                         |
| 02.07.2023 | 2    | 1       | Gornergrat Halbmarathon                 | Zermatt          | 01.59,43h | Teil der Golden Trail National Serie                                                    |
| 20.08.2023 | 1    | 1       | Halbmarathon Unterwössen                | Unterwössen      | 01.23,51h | Streckenrekord                                                                          |
| 03.09.2023 | 1    | 1       | Triathlon Podersdorf Langdistanz        | Podersdorf       | 09.33,39h | Erster Sieg Langdistanz                                                                 |
| 09.09.2023 | 5    | 1       | Mayrhofen Ultraks                       | Mayrhofen        | 03.34,09h | Finale Golden Trail National Serie. 2. Platz Gesamtwertung und Einladung zum Weltfinale |
| 17.03.2024 | 1    | 1       | Deutsche Meisterschaft Ultramarathon    | Bremen           | 03.27,50h | Deutsche Meisterin                                                                      |
| 05.10.2024 | 2    | 1       | Deutsche Meisterschaft Ultratrail       | Reit im Winkl    | 08.34,17h | Deutsche Vize-Meisterin                                                                 |
| 04.05.2025 | 1    | 1       | Marathon St. Wendel                     | St. Wendel       | 03.00,39h |                                                                                         |